# Stergamataea inornata
Stergamataea inornata là một loài bướm đêm trong họ Geometridae.